# Velîka Oleksandrivka, Borîspil
Velîka Oleksandrivka (în ucraineană Велика Олександрівка) este localitatea de reședință a comunei Velîka Oleksandrivka din raionul Borîspil, regiunea Kiev, Ucraina.

## Demografie
Componența lingvistică a localității Velîka Oleksandrivka
     Ucraineană (92,58%)
     Rusă (6,61%)
     Alte limbi (0,22%)
Conform recensământului din 2001, majoritatea populației localității Velîka Oleksandrivka era vorbitoare de ucraineană (92,58%), existând în minoritate și vorbitori de rusă (6,61%).